# Bouvignies
 Bouvignies  es una población y comuna francesa, en la región de Norte-Paso de Calais, departamento de Norte, en el distrito de Douai y cantón de Marchiennes.

## Demografía
| 1,125 | 1,114 | 1,128 | 1,257 | 1,426 | 1,537 |
| Para los censos de 1962 a 1999 la población legal corresponde a la población sin duplicidades (Fuente: INSEE [Consultar]) |       |       |       |       |       |